# 十二年科學發展計畫
十二年科學發展計畫為台灣重要經建計劃之一，通過者為台灣國家安全會議，而時間則是在1969年1月25日。
十二年科學發展計畫實際主導者為台灣知名學者吳大猷，且獲得中華民國總統蔣中正的大力支持。該發展計畫分為3期，每期4年，因此稱為十二年科學發展計劃，而內容則以發展台灣經濟、改善社會民生、開發土地資源、增進科學知識技能、建立現代化台灣為目的。這裡面，最重要的是確定3,000萬美元經費的研究規模。
經過蔣中正核定後，由吳大猷提出的計畫。詳細計畫範圍涵蓋
- 科學教育與科學人才培育
- 基本科學研究
- 人文與社會科學研究
- 工業與應用科學研究
- 農業開發
- 交通發展
- 國防科學發展
- 原子能應用研究
- 醫學與公共衛生研究。